# Mailin Wichmann
Mailin Wichmann (* 18. November 2002) ist eine deutsche Fußballtorhüterin.

## Karriere
Wichmann spielte in der Jugend beim der SG Trittau/Südstormarn, der spielgemeinschaft des TSV Trittau und TSV Lütjensee, sowie dem SSC Hagen Ahrensburg. Bereits im Alter von 12 Jahren gehörte sie im Mai 2015 erstmals der U14-Landesauswahl von Schleswig-Holstein an, für die sie bis Mai 2016 insgesamt vier Spiele im Länderpokal absolvierte. 2017 absolvierte sie vier Spiele für die schleswig-holsteinische U16-Landesauswahl sowie zwei Spiele für das U18-Team. Im Februar und Mai 2018 wurde Wichmann von Silke Rottenberg zum Torhüterinnen-Stützpunkt-Training des Deutschen Fußball-Bundes berufen. Nach dem Ende der Saison 2017/18 wechselte sie zum Magdeburger FFC, für den sie sowohl im Kader der B-Juniorinnen als auch der ersten Frauen-Mannschaft stand. 2018 kam sie dabei auch zu vier Einsätzen für die U18-Landesauswahl von Sachsen-Anhalt im Länderpokal. In der B-Juniorinnen-Bundesliga kam sie dabei in der Saison 2018/19 zu acht Ligaspielen.
2019 wechselte Wichmann zum FF USV Jena. Dem Frauen-Bundesliga-Kader von Trainer Steffen Beck gehörte sie als Nummer 4 hinter Inga Schuldt, Sarah Hornschuch und Laura Kiontke an und kam vor allem für die zweite Mannschaft in der Regionalliga zum Einsatz. Ihr Bundesligadebüt gab sie am 21. Juni 2020 im Rahmen des 21. Spieltages der Saison 2019/20 bei der 2:4-Niederlage gegen den SC Sand. Nach dem erneuten Abstieg der Jenaerinnen und der Übertragung des Bundesligaspielrechts an den FC Carl Zeiss Jena stand Wichmann auch in der Saison 2020/21 im Jenaer Kader. Zu einem Einsatz kam sie im Zweitrundenspiel des DFB-Pokals der Frauen bei der 0:2-Niederlage gegen den FC Bayern München. Es gelang der direkte Wiederaufstieg in die Bundesliga, wo Wichmann in der Saison 2021/22 hinter Schuldt und Kiontke als Nummer 3 fungiert und für regelmäßig das Tor der zweiten Mannschaft in der Regionalliga hütet. Nach 6 Jahren in Jena, wechselte Wichmann im Sommer 2025 zum 1. FC Union Berlin, während Zwillingsschwester Leonie zu SV Eintracht Leipzig-Süd aus Jena wechselte.

### Futsal
Im Frühjahr 2022 stand Sie mit ihrer ZwillingsSchwester Leonie, in der Auswahl der SG Thüringen/Sachsen, für ein Sichtungslehrgang für die Deutsche Futsalnationalmannschaft der Frauen.

## Persönliches
Ihre ZwillingsSchwester Leonie ist ebenfalls Fußballspielerin.